# Rezolucija Vijeća sigurnosti UN-a 1183
Rezolucijom Vijeća sigurnosti UN-a 1183, jednoglasno usvojenom 15. srpnja 1998., nakon podsjećanja na prethodne rezolucije o Hrvatskoj, uključujući rezolucije 779 (1992.), 981 (1995.) i 1147 (1998.), Vijeće je ovlastilo Promatračku misiju Ujedinjenih naroda na Prevlaci (UNMOP) nastaviti praćenje demilitarizacije na području poluotoka Prevlake u Hrvatskoj do 15. siječnja 1999.
Glavni tajnik Kofi Annan izvijestio je o pozitivnom razvoju situacije. I Savezna Republika Jugoslavija (Srbija i Crna Gora) i Hrvatska dale su prijedloge i inicijative za rješavanje spora. Postojala su dugotrajna kršenja režima demilitarizacije u vezi s aktivnostima razminiranja i ograničenja slobode kretanja osoblja Ujedinjenih naroda, stoga je bila potrebna stalna nazočnost promatrača.
Strane su pozvane da u potpunosti provedu sporazum o normalizaciji međusobnih odnosa, prestanu s kršenjem režima demilitarizacije, smanje napetosti i osiguraju slobodu kretanja promatračima Ujedinjenih naroda. Od glavnog tajnika zatraženo je da do 15. listopada 1998. izvijesti Vijeće o stanju u pogledu napretka prema mirnom rješenju spora između Hrvatske i Srbije i Crne Gore. Konačno, Stabilizacijske snage, ovlaštene Rezolucijom 1088 (1996.) i proširene Rezolucijom 1174 (1998.), morale su surađivati s UNMOP-om.

## Vanjske poveznice
| Wikizvor | Engleski Wikizvor ima izvorni tekst na temu: United Nations Security Council Resolution 1183 |

- Text of the Resolution at undocs.org